# Gokkutotai
Gokkutotai – malajska paramilitarna organizacja młodzieży szkolnej podczas II wojny światowej.
Po zajęciu wysp malajskich przez Japończyków powołali oni spośród uczniów szkół podstawowych i średnich kolaboracyjną organizację paramilitarną zwaną Gokkutotai. Przechodzili oni podstawowe przeszkolenie wojskowe, w tym uczyli się walki wręcz zaostrzonymi kijami bambusowymi. W każdej szkole średniej istniało kompanijne dowództwo (chutai), a każda klasa tworzyła sekcję (shotai). Kilka sekcji łączyło się w oddział (butai). Według japońskich okupacyjnych władz wojskowych, którym całkowicie podlegała Gokkukotai, spośród jej członków mieli rekrutować się ochotnicy do Heiho (armia lądowa), Kaigun (marynarka wojenna) lub Jibakutai (oddziały samobójcze).